# Jeudis du port
Les Jeudis du port est un festival gratuit de musiques et d'arts de la rue se déroulant tous les jeudis soir de mi-juillet à mi-août depuis 1989, sur le port de commerce de Brest. 
Conçu à l'origine pour réconcilier les Brestois avec la façade maritime de leur ville, peu attrayante et éloignée du centre-ville, il rassemble désormais chaque année environ 80 000 spectateurs, chiffres cumulés sur l'ensemble des soirées du festival. Sa gratuité et son éclectisme ont permis son succès auprès d'un public de tous âges.

## Historique

### 1992
- 23 juillet : Musica Brass (Lyon), Macadam Phénomènes (Paris), L'opéra Pirate (Etel)
- 30 juillet : The Bash Street Kids (Morlaix, Penzance), Édouard Fixe (Paris)
- 6 août : La Toupine (Thonon les Bains), Skin and Blisters (Bradford), Uranus Bruyant (Rennes), Les frères Topolino
- 13 août : Toos (Amsterdam), L'Agence Tartare (Dusseldorf), Générik Vapeur (Marseille)
- 20 août : Turbulence (Châlons-sur-Marne), Délices Dada (Drôme), Cie des Chercheurs d'Air (Jura)
- 27 août : Max et Maurice (Caen), Cie Amarock (Rennes), A Bout de Souffle (Douarnenez), Schpouki Rolls (Morlaix)
- 3 septembre : Zic Zazou (Amiens), Zébaliz (Brest), Percossa (Pays-Bas), Oposito/Saphir (Noisy le Sec)

### 1993
Programmation musicale :
- 8 juillet : Tayfa (Brest) - Denez Prigent (Santec) - Ali Hassan Kuban (Egypte) - Les chats maigres (Nantes) - Osmose
- 15 juillet : Kevin Wright et Olga Bystram (Brest) - Hent Sant Jakez (Bretagne) - Brasshoppers (Liverpool) - Sextan
- 22 juillet : Zebda (Toulouse) - Massilia Sound System (Marseille) - Impact
- 29 juillet : Bob Brozman (New York) - Le quintette de cuivres de Lille - Patrick Verbeke (Paris) - la valse des orvilliers(Squiban/Trevarin) (Brest)
- 5 août : Trio Molard (Finistère) - Scotch Snap (Brest) - David Spilane band (Irlande) - Mil Mougenot (Nancy)
- 12 août : Trio Nevez Roumier Pellen (Brest) - Casse-Pipe (Saint-Brieuc) - Laura et ses tigres (Tchéquie) - Pat O'May (St brieuc) - Deanta (Irlande)
- 19 août : Melaine Favennec (Plomeur) - Patrice Langlois (Brest) - Richard Gotainer (Paris) - Diamalaye band (Brest) - Krachnno Horo (Bulgarie)
- 26 août : Mouez Port Rhu (Douarnenez) - White Spirit (Rostrenen) - Red Cardell (Quimper) Pierre Vassiliu (Gers)
- 2 septembre : Les Clam's (Auray) - Raoul petite (Lubéron)

### 1994
- Marva Wright (en)
- les Mint Juleps
- Gérard Blanchard
- Thomas Fersen
- Au P'tit Bonheur
- Soon E MC
- Glaz
- Les Mouettes rieuses
- Nomades

### 1995
- 13 juillet : Joan Baez[3]
- 20 juillet : Marcel et son orchestre
- Zachary Richard

### 1996
- 65 spectacles gratuits
- 25 juillet : Casse pipe, Cesaria Evora, Jean-Luc Roudaut, Marousse, Roland Becker Trio
- 1er août : Lilicub, Didier Sustrac, Victor Racoin, Faudel, Alain Pennec
- 8 août : Fabulous Troubadors, Zebda, Les tambours du Burundi, La bottine souriante, Mollard triptyque
- 15 août : Le Gop, The big geraniums, Ray Barretto, Baracoa
- 22 août : Millions de Sabords, Blankass, Eric Le Lann Quartet, Les voleurs de poules, Castafiore bazooka, Fulup Celtic Swing
- 29 août : Gilles Servat, Sawt el atlas, Gogo bando, Dominique A, Les portugaises ensablées

### 1997
- Cinquantième anniversaire de la Kevrenn Brest Sant Mark avec Melaine Favennec, Manu Lann Huel, Jacques Pellen.

Parmi les autres invités :
- 3 juillet : Red Cardell, Orchestre symphonique du conservatoire, les Goristes, Rocher/Quillivic
- 7 juillet : Les Ténors de Brest
- 10 juillet : Annie Ebrel, Kern, Gwalarn, Bleizi Ruz et des bagadous de la région brestoise, Louise Attaque, Zebaliz
- 14 juillet : Gwerz
- 17 juillet : Rue de Fécamp, Touré Kounda, Sharluber
- 21 juillet : Djama
- 24 juillet : Bratsch, Fred Poulet
- 31 juillet : Orchestre National de Barbès
- 2 août : Candye Kane, New Celeste
- 3 août : Les Têtes Raides, Louis Bertignac
- 9 août : Coco Robicheaux, Kevin Wright et Olga Bystram, Patrick Verbeke
- 14 août : Freedom for King Kong
- 28 août : 2 bal 2 neg, DJ Kiss, Moral Soul, Funky Posse, BSide

### 1998
- 9 juillet : Susana Baca - Sergent Garcia
- 16 juillet : Musique de la flotte - Michel Macias - Denez Prigent
- 23 juillet : Félix La Putarâgne - Gilbert Bescond - Paris Combo - Matmatah
- 30 juillet : Evasion - Belladonna 9 ch
- 6 août :  Yog Sothoth - Pigalle - Orange Blossom
- 13 août : Barrio Chino - Alabina
- 20 août : Les Gaillards d'Avant - Les Saint Sauveurs - Armens
- 27 août : Trompettes du Mozambique - Black Label Zone - Diaouled ar Menez

### 1999
- 1er juillet : Flor des Fango (rock festif), Arno (rock pop), Kevrenn Brest St Marc, Musique des Équipages de la Flotte, Ensemble et Harmonies des écoles de musique de Brest.
- 8 juillet : Les Naufragés (rock musette), Julien Loureau Groove Band (funk jazz groove), Les souillés de fond de cale (chants de marins).
- 15 juillet : Ekova (world music), Geffray Oreyma (world pop music), Rasta Bigoud (reggae), Mediavolo + Tout fou-tout fly, Nico et Arno
- 22 juillet : Daara J (rap sénégalais), Angel IK - Kristen Nicholaz (hip hop et kan ha diskan), Trio GPL (kan ha diskan), ZVK (hip hop).
- 29 juillet : Sonora la Calle (salsa), Boy G Mendès (musique des îles - Cap Vert), Antoine Tchao, Natalia, Tropical (Djs latinos).
- 5 août : Blankass (rock folk), Marcel Azzola et Lina Bossatti (accordéon), Alain Trévarin, Jean-Michel Moal et Robert Kervran (accordéons), Ensemble de 30 jeunes accordéonistes.
- 12 août : Gnawa Diffusion, Beth (rock), Les Gravettes Boys (rock and roll), Lo'Jo Triban et le Gangbé B.
- 19 août : The Silencers (pop rock écossais), Perry Rose (pop irlandaise), M. Kerbec et ses Belouzes (jazz breton).
- 26 août : Afro Celt Sound System (world techno), Arkan (techno celte), Naab (junggle hip hop ethnik).

### 2000
Jeudis à thèmes, après les Fêtes maritimes de Brest.
- 27 juillet (Soirée Latina) : Celestino Lopez, La Charanga For Ever, Freak Out, Melao.
- 3 août (Soirée Iroise) : An Daou Zo Tri, Melaine Favennec, Didier Squiban, Good Friday, Frandol.
- 10 août (Soirée Tzigane) : Les Ours du Scorff, Urs Karpatz, Tekameli, Yog Sothoth, Zeze Mago.
- 24 août (Soirée Reggae-Ragga) : La Familia, Mix Up , Keristyle Babook, Elde.
- 31 août(Soirée Celtique) : Merzhin, Alan Stivell, Lost Disciples, Kohann.

### 2001
- 12 juillet : Tabisong youth club (Afrique du Sud), musiques zoulous ; Mugur Mugurel (Roumanie), danses roumaines ; Esma (Macédoine), chanteuse gypsie ; Mister Gang (France), reggae/ragga ; Marco Frissons (Brest), chanson réaliste ; Penn Gollo (Bretagne), fest noz.
- 19 juillet : Vaguement la jungle (France), musiques de rue ; Alkuone (Belgique), danses avec drapeaux ; Bonga(Angola), world music ; Zenzila (France), raï fusion ; Skamingo (Lesneven), ska ; Spontus (Bretagne), fest noz.
- 26 juillet : Picto Facto (France), billevesées musiques burlesques de rue ; Les repris de justesse (Bretagne), musiques burlesques de rue ; En Piste (Bretagne), jonglages et équilibres ; Las ampoules célestes (Bretagne), violoncelle’ste - jonglages et équilibres ; Freak out (Brest), rock ; Juan Rozoff, Forzh Penaos et Chanteurs et Sonneurs (Bretagne), fest noz.
- 2 août : Les Rustines (France), musiques sur triporteur ; La Gascomobile (France), musique sur roulettes ; Les Yeux noirs (France/Roumanie), musique slave yiddish ; 100 GR De têtes (France), ska ; Le Petit fossoyeur (Brest), chanson française ; Gwenfol orchestra (Bretagne), fest noz.
- 9 août : Jaïpur kawa bass band (Inde), musiques du Rajasthan ; Les Tambours de Brazza (Congo), danses africaines ; La Familia Valera Miranda, Blacktide (Landunvez), reggae ; Diwall (Bretagne), fest noz.
- 16 août : Serpent Pépère (Bretagne), musique piétonne de rue ; Compagnie Oposito Les trottoirs de Jo'Burg… Mirage (France), Boukovo (Macédoine/Grèce/Bulgarie), musique des Balkans, K2R Riddim (France), reggae/ragga/world ; Sans gain (France), traditionnel à danser.
- 23 août : L'Affaire à swing (France), New Orléans sur la jazzomobile, Bagad Landi (Bretagne), traditionnel breton, La Rue Ketanou (France), java, Red Cardell (Bretagne), rock celtique ; Percubaba (Bretagne), reggae/ragga ; Penn da benn (Bretagne), fest noz, DJ Le Yo (Brest), techno.

### 2002
- 11 juillet :  Les 10 ans de la Recouvrance, Kevrenn Brest Saint Mark (Brest), musique bretonne ; Les Gipsy Pigs (Le Havre), fanfare burlesque ; Tobrogoi (Toulouse), fanfare à mobylette ; Cabestan (Bretagne), chants de mer ; Les chansons des dix ans de la Recouvrance, Les Goristes (Brest), chansons brestoises ; Cap Horn (Bretagne), chants de marin.
- 25 juillet : Erectus Gang (Rennes), fanfare ; Les marcheurs de lumières (Paris), musique déambulatoire ; Tête d'enclume (Châlon-sur-Saône), marionnette ; Padam (Paris), rock/chanson, Johnny Clegg (Afrique du Sud), world music ; Jaina (Brest), rock/fusion, Mentrel (Bretagne), fest-noz.
- 1er août : Cie Erectus (Rennes), Pierre et le Loup, La Malle Mekanik (Brest), chansons de rue ; La Comparsita (Tours), fanfare cubaine et portoricaine ; Les Rageous Grattoons (Bordeaux), ska/rock, Astonvilla (Paris), rock, Ceux qui marchent debout (Paris), fanfare funk ; Kelenn (Bretagne), fest-noz ; DJ Trunk (Lesneven), jungle drum'n bass.
- 8 août : Cie Olof Zitoun (Montpellier), Cirk Topolini, Kocani Orkestar (Macédoine), brass band tzigane ; Los Craignos (Saint-Brieuc), fanfare samba ; Kocani Orkestar (Macédoine), brass band tzigane ; The Cool crooners (Zimbabwe), gospel/swing ; Zikko (Bretagne), rock celtique ; Snoutbender (Brest), fusion/métal ; PSG (Patrick Marzin, Soïg Sibéril, Jean Charles Guichen) (Bretagne), fest-noz.
- 15 août : Minanga (Gabon), cirque africain ; Patrick Salaun (Brest), orgue de barbarie ; Cie L'ombre volante (Montpellier), spectacle aérien et bien coiffé ; Orquesta Aragon (Cuba), charanga cubaine ; Baobab (Ardèche), reggae/ska ; Pink (Brest), noisy bubble punk ; Planedenn (Bretagne), fest-noz.
- 22 août : Zorayne (Carélie), ballet folklorique ; Les Pistons flingueurs (Toulouse), fanfare rock and groove ; Cie Derzo (Brest), marionnette géante ; Wig a wag (Bretagne), world music ; Merzhin (Bretagne), rock ; Les éjectés (Toulouse), ska/reggae ; Quartet Guichen (Bretagne), fest-noz, musiques traditionnelles actuelles ; Ayato et Berty (Brest), électro dub.

### 2003
- 17 juillet : Osama el Masry (Italie), le roi du diabolo ; Phare Ponleu Selpak (Cambodge), école de cirque, cascades et performances ; Ayebory (Saint-Brieuc), percussions traditionnelles africaines, danses et chants mandingues ; Karpatt (Paris), chansons métissées, swing, salsa ; Michel Delpech (France), chanson ; Livin'soul (France), reggae, dub ; Plantec (Bretagne), fest-noz.
- 24 juillet : Les trois points de suspension et M. Baryton (Haute-Savoie), conte musical acrobatique sur échasses ; La Fanfare électrique (Poitiers), déambulation électrifiée et rock'n roll sur pavé ; Cie La Soucaranne (Ariège), L'Orsalhers, théâtre d'humour décalé inspiré de la tradition des bonimenteurs et dresseurs d'ours ariégeois ; Lo'Jo (Angers), musiques métissées ; Jamaïca all star (Jamaïque), reggae roots ; Quartet Guichen (Bretagne), musique bretonne d'aujourd'hui ; Dogger (Brest), chansons rock.
- 31 juillet : Cie Art tout chaud (Amiens) : Envie de famille, café-théâtre de plein air ; Tribal Poursuite (Gironde), street jazz ; Stan é Sue (Deux Sèvres), chansons, basse et orgue de barbarie, rythme à la manivelle et mélodie au bout des tuyaux ; Clave y Guaguanco (Cuba), rumba cubaine ; No Jazz (France), électro jazz ; Sheer K (Brest), rock trip hop ; Tonics (Lesneven), reggae, raggamuffin.
- 7 août :  Compagnie des femmes à barbe (Paris), Les gellules 4 couleurs de M et Mme Li, faux contes chinois ; Doctor Funk (Nord), fanfare : sept toubibs en délire égayent la rue ; Freddy Coudboul (Tours) « recordman » performance burlesque ; Alexis HK (France), chanson ; Katerine (France), chanson ; Roy Paci et Aretuska (Espagne), ska, rock steady ; Arz Nevez (Bretagne), musique bretonne d'aujourd'hui ; Startijenn (Bretagne), fest-noz.
- 14 août : Quelques fiers mongols (Isère), Led Zeppelin en fanfare ; Compagnie Derezo (Brest), Mask, farce poétique tout public ; In Taberna (Périgord), Les hommes des tavernes, musiques de rue métissées avec des personnages hauts en couleur ; DJ Aphasia et Torgull (France), électro live expérimental ; Les Tambours du Bronx (Nevers), nouveau spectacle Stéréo Stress ; Dreadzone (Royaume-Uni), électro dub ; Scotchy dub (Brest), électro dub.
- 21 août : Label Z (Seine Saint-Denis), sitcom de rue ; Compagnie Les quilles libres (Quimper), jonglerie burlesque ; La Fanfare ô pruneaux (Paimpol), fanfare latina et funkie ; La Tropa (Rhône Alpes), chansons world ; Popa Chubby (États-Unis), blues rock ; Jelly fuzz (Brest), rock garage ; 319 Please (Brest), soul funk.

### 2004
- 29 juillet : Cie Jo Sature (Caen), Protection rapprochée - Fanfare à effet de voute (Poitiers), fanfare - Vivre le monde (Brest), batucada - La Grande Sophie (France), chanson - Alain Chamfort (France), chanson - Kurz Schluss (Brest), électro - Les baragouineurs (Bretagne), fest-noz électro pop.
- 5 août : UBI (Rennes), duo pour bâton et corde - Cie Chemin de terre (Belgique), Le Polichineur de tiroirs - Cie Frères Duchoc (Drome), Grosse Pression - Fanfarnaüm (Brest), fanfare - Elista (France), rock - Autour de Lucie (France) rock, pop - Jean Moul (Brest), chanson rock - Lower Groundz (Brest), dub.
- 12 août : Cie Miroirs de poche (Châlon-sur-Saône), La Mayonnaise - Thomas Gonet (Brest) Machine de machines, juke box théâtre -  L'auto musique taxi de Nikko (Paris), concert pour trois personnes en Mercedes - Landoz (Poitiers), défilé de landaus électro - Abstrack Keal Agram (Morlaix), hip hop, électro - Soulwax (Belgique), électro rock - Digikay (Rennes), électro - Two Fingers (Brest) : électro punk rock.
- 19 août : Bash Street Company (Grande-Bretagne), Clifhanger - Cie Albatros (Lyon), Pièce jonglée - Cie la Gueudaine (Chambéry), La carriole à chansons - Cie Saxidromus (Lot), Le mystère des éléphants, fanfare de poche - Moral soul (Brest), Danse hip hop - Marcello (Brésil), Pop brésilienne - Daby Toure(Mauritanie), World, pop africaine - HHM (Brest), Punk riot girls - Plantec (Bretagne), fest noz.
- 26 août :  A corps donnés (Quimper), Exigissimus, acrobaties - Cie La loupiote (Rennes), Joni Carsher - Handy with balls (Tours), Coup de chapeau au prince du pavé, jonglage - Tapage Brass Band (Brest), fanfare tonique - Yu Fei Men (Chine), pop lounge chinoise - Mad Sheer Khan (Algérie), world, asian vibes - Wang Lei (Chine), électro - Churchfitters (Irlande), musique irlandaise - Retire tes doigts (Brest), swing des Balkans.

### 2005

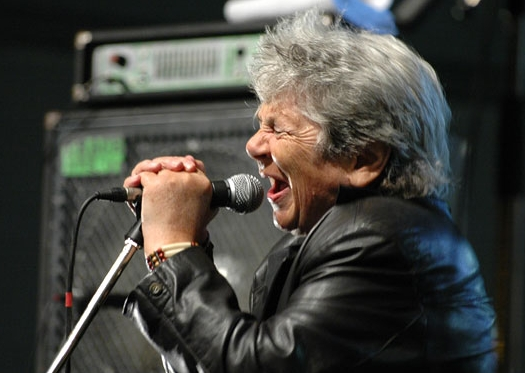
Concert de Little Bob à Brest.

La programmation est une fois de plus diversifiée, entre les célèbres Louis Chedid, Gilles Servat ou Little Bob, les groupes locaux comme David Crozon, Daonie See, FMR et MC Viper, les musiques du monde (Ilene Barnes, François Hadji-Lazaro, Renata Rosa, l'Orquestra do Fubà), sans oublier les arts de la rue ou l'orchestre 17 Hippies. 
Le jeudi 14 juillet, une grande soirée dansante est proposée, avec trois groupes français (L'Echo Râleur, Raoul Petite, Scénario). La soirée electro du festival Astropolis propose les groupes Electro Bamako et Vive la Fête sur la grande scène.

### 2006

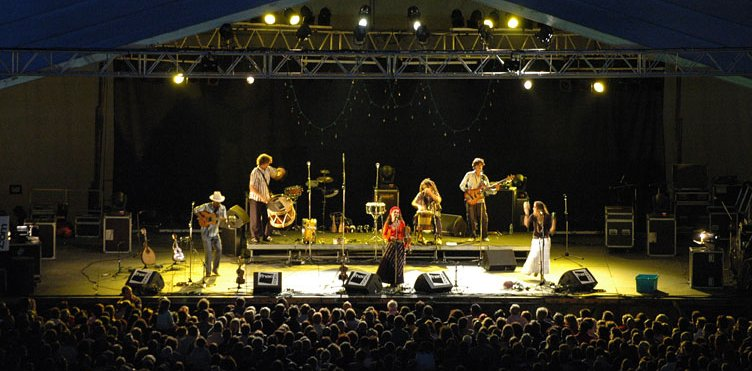
Concert du groupe Brésilien Renata Rosa.

Les Jeudis du port commencent avec le Grand Orchestre du Splendid et un feu d'artifice. Entre les grosses pointures de la scène internationale comme Doctor Feelgood ou The Skatalites, des groupes émergents sont au rendez-vous parmi les valeurs sûres. Pour preuve, le groupe de reggae FDB (vainqueur du Tremplin des Jeunes Charrues 2005) remplace la chanteuse Anaïs le 27 juillet, une soirée qui s'annonçait consacrée à la chanson française avec le groupe Les Hurlements d'Léo en première partie. Le groupe Konono nº1 est invité en ouverture d'Astropolis.

### 2007
Le premier jeudi met en avant les locaux qui prennent le large : le Morlaisien Renan Luce, le Brestois Art Woodman et les Bretonnes Maïon et Wenn, sans oublier Rachid Taha sur la scène Grand Large. Le deuxième rendez-vous est résolument tourné vers la musique du monde : Sergent Garcia en tête d'affiche, le groupe Renegades Steel Orchestra de Trinidad et la musique afro-cubaine de l'Orquesta de la Luna . C'est en partenariat avec Astropolis que le festival reçoit les Nantais d'Hocus Pocus, le DJ Champion et le groupe X Makeena. Le 9 août, place au groupe brésilien Eddie, au groupe breton Karma et aux Blérots de R.A.V.E.L. Le jeudi suivant reçoit Jean-Louis Murat, Ours (fils d'Alain Souchon), le groupe irlando-américain de musique celtique Solas. La soirée du 23 août est rythmée par le Jim Murple Memorial, les Toulousains de Bombes 2 Bal et le hardcore des autochtones de Thrashington DC.

### 2008
La programmation 2008 a pour têtes d'affiches Michel Fugain, Richard Gotainer, Moriarty, Meks (Squiban - Sheer K), Beautés vulgaires… Naab est programmé dans le cadre du festival Astropolis. La scène Main-d'œuvre permet de présenter des groupes pour la plupart récents et bretons : Velkro, Cocoon, The Blueberries, Hiks, Users, Peter Digital Orchestra, Cécile Corbel, La Maison Tellier, Inner Chimp Orchestra et Calico. Les musiques du monde sont représentées par Jairo, Rita et Ange B, Les Espoirs de Conronthie, la musique algérienne Origines contrôlées de Mouss et Hakim.

### 2009

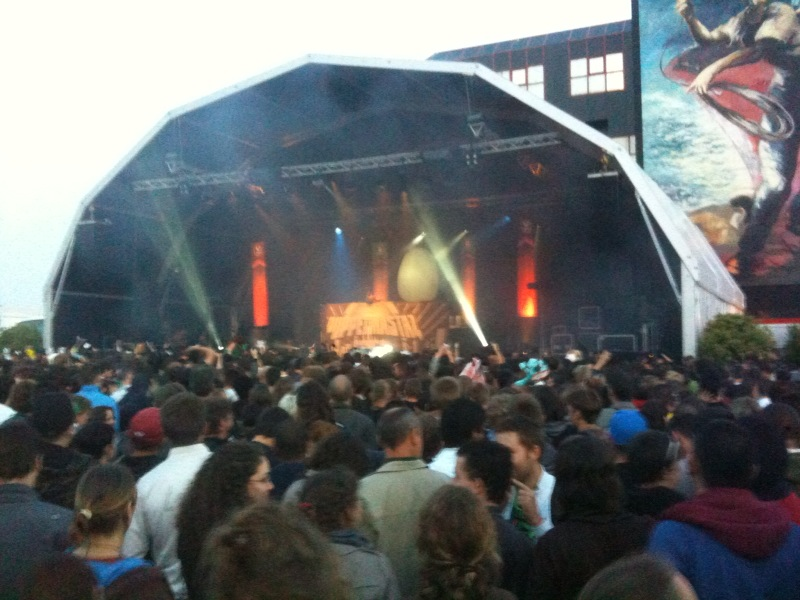
Le groupe Puppetmastaz pour Astropolis en 2009.

La 20e édition a pour têtes d'affiches Adamo, The Yardbirds, Ministère des Affaires Populaires, FM… Une soirée est organisée en partenariat avec le festival Astropolis (Puppetmastaz, Naïve New Beaters…) et une autre avec la Fnac (groupes parisiens Felipecha et La Casa). La programmation met en avant des groupes brestois de musiques actuelles (Lazhar, UV Jets, TiNine Ti, Siam, I Come From Pop, JellyFuzz, Colin Chloé, Rotor Jambrek, Too Soft, Speed Ball, Ma Clique) mais aussi la musique bretonne (Kevrenn Brest St Mark, Kan Han Biskoul…) et étrangère (Super Rail Band de Bamako, musique tsigane en déambulation,  Léandre et David d'Espagne, Celenod de Nouvelle-Calédonie, la chanson negro-occitane de Moussu T…). Des compagnies françaises assurent les arts de la rue et des collaborations avec Le Fourneau ont permis plusieurs spectacles sur les quais.

### 2010

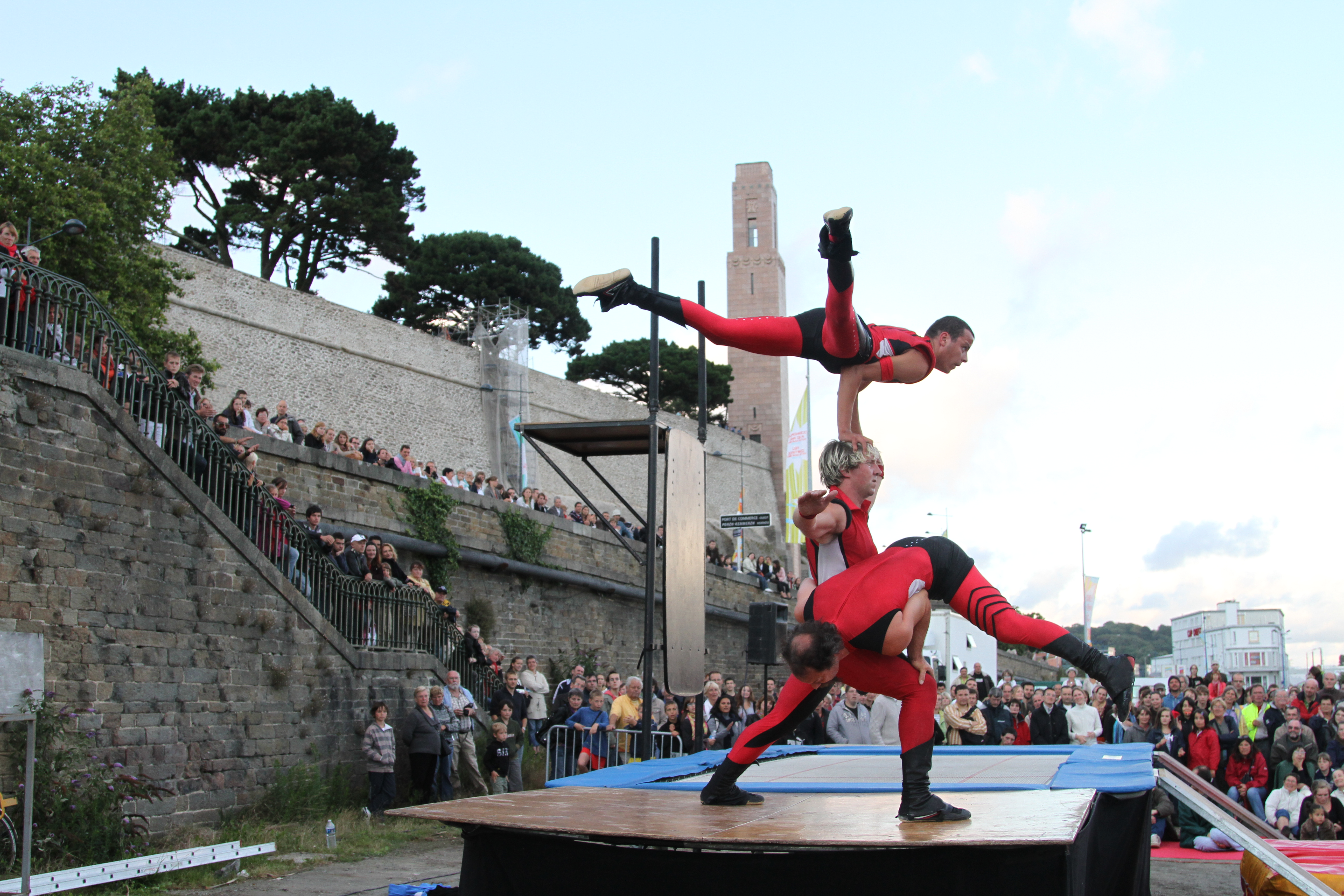
Un spectacle d'arts de la rue proposé par le Fourneau en 2010.

42 concerts et spectacles sont à l'affiche de six soirées, soit environ 400 artistes. Sont présents, en têtes d'affiches, Michel Jonasz, Camille Bazbaz, Da Silva ou Merzhin. Le festival Astropolis fait venir en vedettes électro le jeudi Bewitched et Beat Torrent. La programmation contient également des coups de cœur et découvertes avec David Walters, Zac Laughed, les Maîtres Tambours du Burundi, Mélanie Pain… La scène régionale et locale est bien représentée, pour partie issue des Challenges musicaux : IMTakt, Who are you Lutra Lutra ??, Mediavolo, Crewstypop, Bill & moi. Ils jouent dans un cabaret-guinguette de 300m2 à la place de la scène Main-d'œuvre. Cette édition 2010 marque aussi le grand retour des arts de la rue, orchestrés par Le Fourneau. Le centre national invite des compagnies françaises et étrangères, notamment celles soutenues dans le cadre du réseau européen trans-Manche. 

### 2011
Plusieurs têtes d'affiches ponctuent les six soirées : CharlÉlie Couture, Les Têtes Raides, Susana Seivane ou encore la diva caribéenne Calypso Rose. La Carène choisi de dévoiler cinq groupes issus de la scène locale. Mais pour le cabaret, le choix de Quai Ouest s'est aussi porté sur des Bretons comme les chanteuses Nolwenn Korbell et Gwenaël Kerléo, la pop de Ladylike Lily et le rock de Johnson doxn the floor ou encore le spectacle familial « Chansons tombées de la lune » (Le Gouëfflec, Chapi Chapo et John Trap). Quant au Jeudi dit « d'Astropolis », on retrouve les groupes Nouvelle Vague et I Am Un Chien. Les musiques du monde passent le premier soir par le calypso caribéen de Calypso Rose et la fanfare de scène cubaine La Zikabilo. 

### 2012
Rebaptisés « 100% Bonheurs d'été », les Jeudis du port s'installent au port du 2 au 23 août, après Brest 2012 et s’étalent vers le château,  autour de la musique classique et du jazz. En temps forts, Tristan Nihouarn (ex-Matmatah) y fait sa première date solo, les Hurlements d'Léo font leur retour et I'm from Barcelona distille sa pop légère. À noter la rencontre du musicien bresto-mancunien Robin Foster avec le chanteur David Pen d'Archive. La chanson française est représentée par le swing manouche de Sanseverino, François Hadji-Lazaro et le spectacle jeune public du groupe Pigalle. Les Challenges musicaux Brest 2012 retiennent quatre groupes (Mohawk, Kalamar Superstar, Pastoral Division et Kanay Vibes).

### 2013

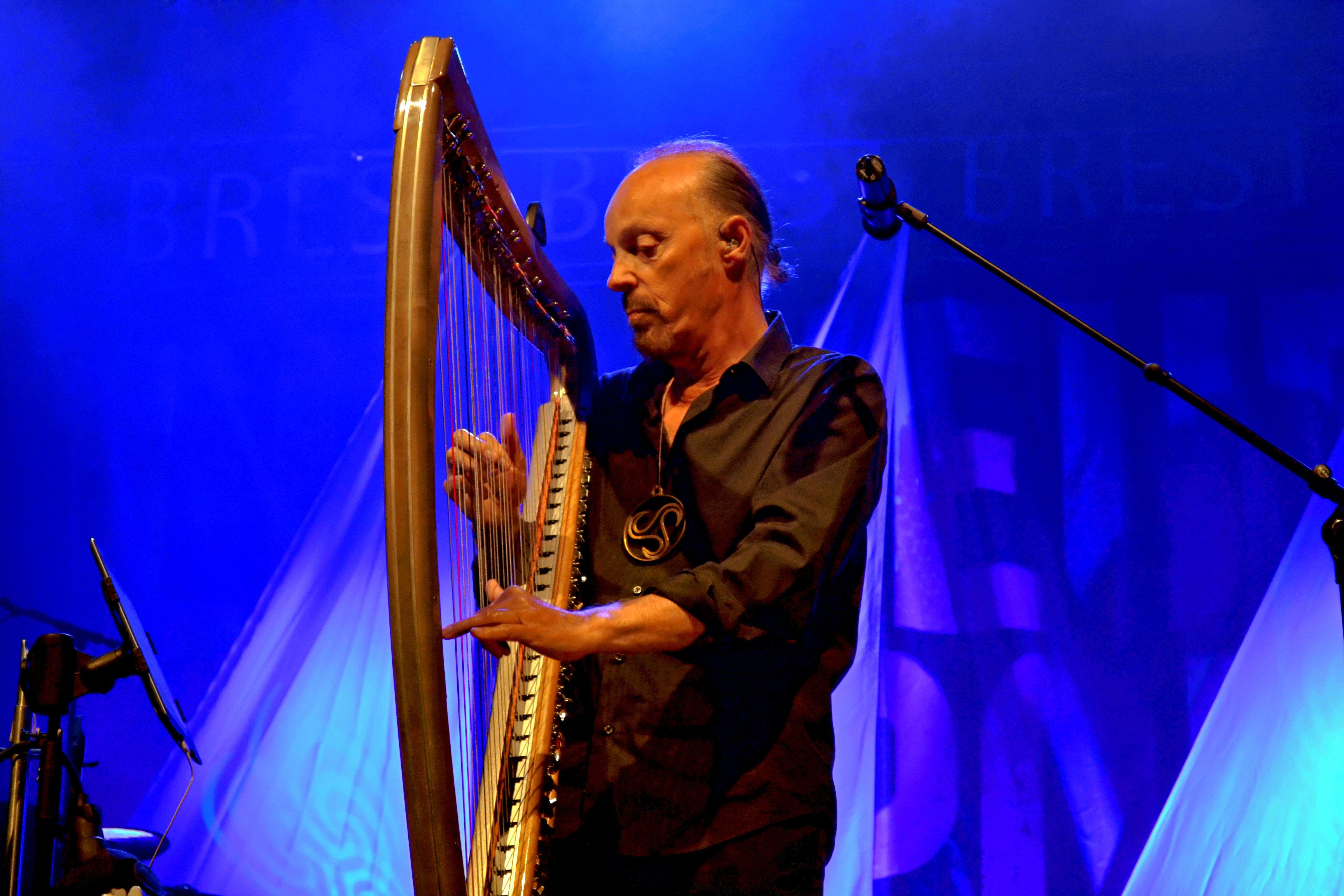
Alan Stivell le 15 août 2013.

Quatre soirées sont organisées pour les 25 ans, avec toujours la part belle à la musique, aux arts de la rue et aux spectacles jeune public (Parc-à-Chaînes réaménagé, projets « Quai des Mômes »). La programmation est ouverte et de qualité : Alan Stivell, Jean-Christophe Spinosi et l'ensemble Matheus, Eiffel, Tété, Moussu T, La Troba Kung-Fú, King Porter Stomp, Mermonte, Maïon et Wenn, l'ensemble Nautilis ou encore du jazz breton avec la formation constituée d'Annie Ebrel, Jacques Pellen et du quartet One Shot. La scène locale, quant à elle, révèle trois des vainqueurs des derniers challenges musicaux, organisés par la Carène : Talkin Dumbs, The Raiders et Thalamos. Avec 15 000 personnes en moyenne par soirée, sauf pour la dernière qui connut un pic historique à 25 000 personnes pour la venue du barde breton, la fréquentation de l'édition s'élève à environ 70 000 personnes.

### 2014
- 24 juillet : Soviet Suprem, Im Takt, Stokolm, Bukatribe.
- 31 juillet : Txarango, St.Lô, The Jolly Boys, congopunQ.
- 7 août : Melissa Laveaux, Chico Trujillo, Le Prince Miiaou, Krismenn & AleM.
- 14 août : Johnny Clegg, The Red Goes Black, N’Diaz, La Mal Coiffée, Skankaya

### 2015
Présence de L’Hermione, réplique de la frégate de La Fayette, en escale à Brest du 10 au 17 août. Programmation musicale : 
- 23 juillet : Arno, Catfish, Fills Monkey, Chickpeas, MPX & Carlton.
- 30 juillet : La-33, Bongo Botrako, Bel Air de Forro, Le Mamøøth, Clément Landrau.
- 6 août : Zoufris Maracas, Aufgang, Outside Duo[20], Bumcello, Oakward, Blutch.
- 13 août : Winston McAnuff & Fixi, Denez Prigent, Delgado Jones & The Brotherhood, The Slow Sliders, Dusty Corners.

### 2016
En cette année de Fêtes maritimes de Brest, uniquement trois soirées sont organisées. Programmation musicale :
- 4 août : Yaël Naïm, Wicked, La Yegros, Tybzz.
- 11 août : Sages comme des sauvages, Walkabout Sound System, Orchestre international du Vetex, Djokovic, Gypsy Sound System Orkestra, Ruzart et Cédric Sheva.
- 18 août : Ladylike Lily, Bal Floch, Rover, Mc Viper, La Smala Banda, Sonic Crew.

### 2017
Programmation musicale de la 29e édition : 
- 27 juillet : Duo du Bas, Ginkgoa, T-Ranga, La Pegatina, Jøhan et Rud’z.
- 3 août : Awa Ly Trio, Meute, Bantam Lyons, Scouap & Danesh.
- 10 août : Broken Back, C’H (Tiny Feet et Chapi Chapo Orchestra), Ceux Qui Marchent Debout, Trinix.
- 17 août : Fingers & Cream Solo, Gauvain Sers, La Rue Ketanou, The DickensTone, Midside et B2B Bich, The Red Goes Black.

### 2018
57 spectacles sont proposés lors de cette édition qui fête ses 30 ans, dont un grand nombre consacrés aux arts visuels. La programmation musicale est la suivante :
- 26 juillet : Ojos de Brujo, Flor Del Fango, Gaël Faure, Les Vedettes.
- 2 août : Moh Kouyaté, Electric Bazar Cie, Monarq, Theo Lawrence and the Hearts, Tiny.
- 9 août : Les Hurlements d'Léo, The Craftmen Club, Meskaj, Dalva, Delskiz.
- 16 août : Michel Fugain et Pluribus, Les Wampas, Ooti, Lesneu, La Singerie.

### 2019
Programmation musicale :
- 25 juillet : Thomas Hayward - Eiffel - Minuit - Sol Pereyra - DJ's Altern & Max Sector
- 1er août : Skøpitone Siskø - Lucibela - Hop Hop Hop Crew - Puerto Candelaria - Atoem
- 8 août : Rain Check - Susheela Raman - Inüit - Little Bob Blues Bastards - Noon
- 15 août : Les Amirales - R★UNO - Ko Ko Mo - Gaëtan Roussel - Last Train - Traumstadt

### 2020
L'édition est annulée en raison de la pandémie de coronavirus. 

### 2021
L'été 2021, près de quarante concerts et animations musicales sont organisés dans des endroits inattendus du centre-ville et sur le port pour remplacer la tenue de grands concerts.

### 2022
Programmation musicale :
- 28 juillet : MEO - Souad Massi - Man Foo Tits - Cali - NOON
- 4 août : Dee K (Brest) - Mouss et Hakim (membres du groupe Zebda) - La Poison (Paris) - Kumbia Boruka (Amérique Latine) - DJ set Swooh (Brest)
- 11 août : Hache Paille - Radio Byzance Triporteur - Keziah Jones - Howlin’ Grassman vs Stompin’ Bigfoot - Babylon Circus

### 2023
L'édition attire 65000 personnes sur les trois jours. Programmation musicale :
- 27 juillet : Olor - Fishbach - Meule - Axel Bauer - Mo
- 3 août : Alberi Sinori - Los Wembler's  - Mick Strauss - Charlie Winston - Benitø b2b Quim
- 10 août : Emezi (Bretagne) - La Caravane Passe - Julien Appalache Band (Bretagne) - Komodrag & The Mounodor (Douarnenez / Paimpol) - Célélé (Rennes)

### 2024
L'édition attire 72000 personnes sur les trois jours dont 29000 le 8 août. Programmation musicale :
- 1er août : Vermeil (Brest) - Nana Benz du Togo (Togo) - Samba de la muerte (Caen) - Faada Freddy (Dakar, Sénégal) - Bard Box (Brest)

- 8 août : Katze (Brest) - Karpatt (Coustouges, Pyrénées-Orientales) - Madjo (Evian-les-Bains, Haute-Savoie) - Les Négresses Vertes (Paris) - Too Smooth Christ (Brest)

- 15 août : Coastal Run (Morlaix) - Isaac Delusion (Paris) - H-Burns (Romans-sur-Isère, 26) - Animal Triste (Rouen) - Dju:n b2b Gneiss (Brest)

### 2025
Programmation musicale annoncée :
- 31 juillet : Ben L’Oncle Soul, Daran, Sara Curruchich, Klăra, Thomas Peiser.

- 7 août :  Sandra Nkaké, Vendredi sur mer, Brin d’Zink, Haze Musazi et saübr.

- 14 août : The Silencers, Makoto San, Mirabelle Girls, nwk et RiWis.

## Animations du port

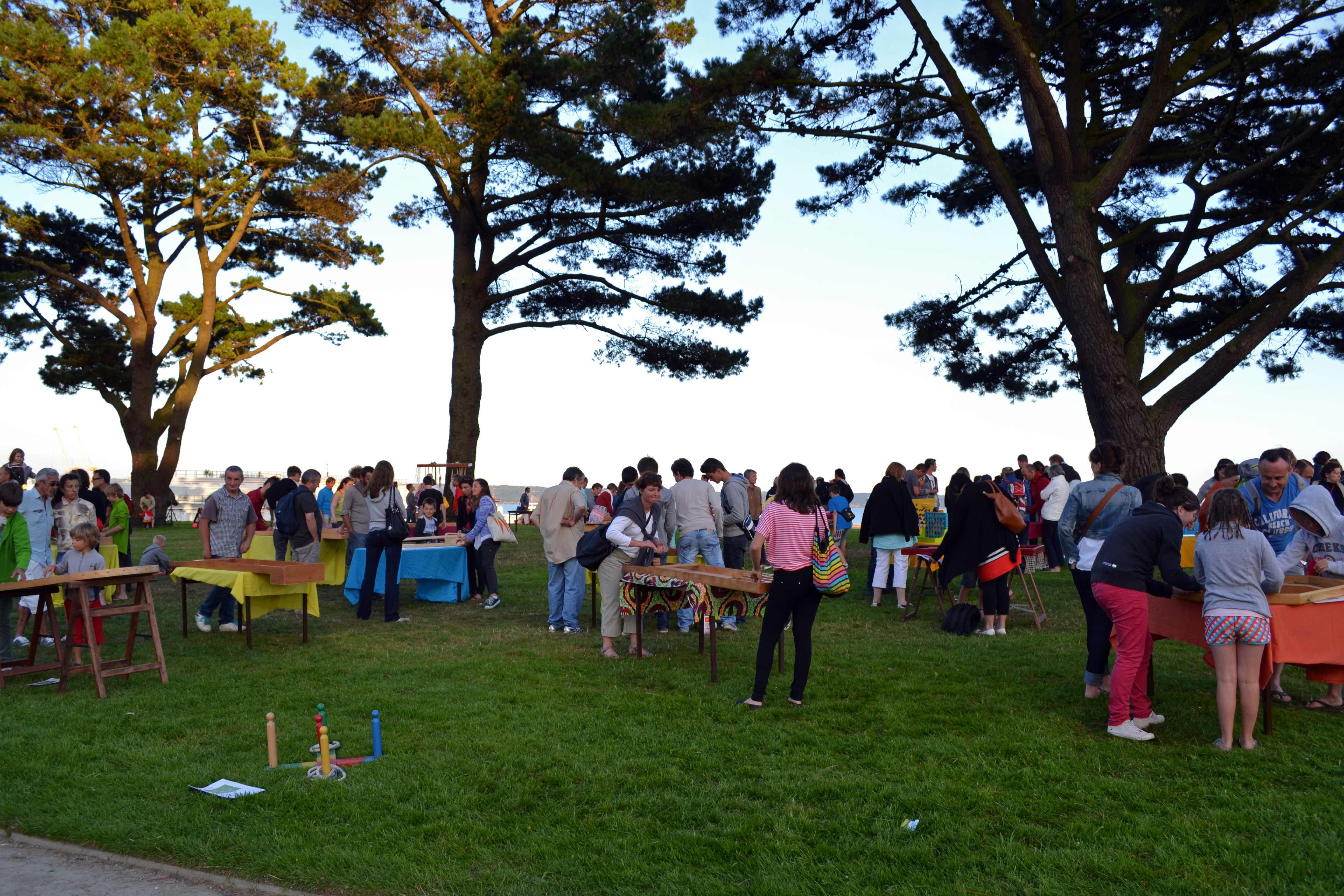
Jeux en bois au Parc-à-Chaînes
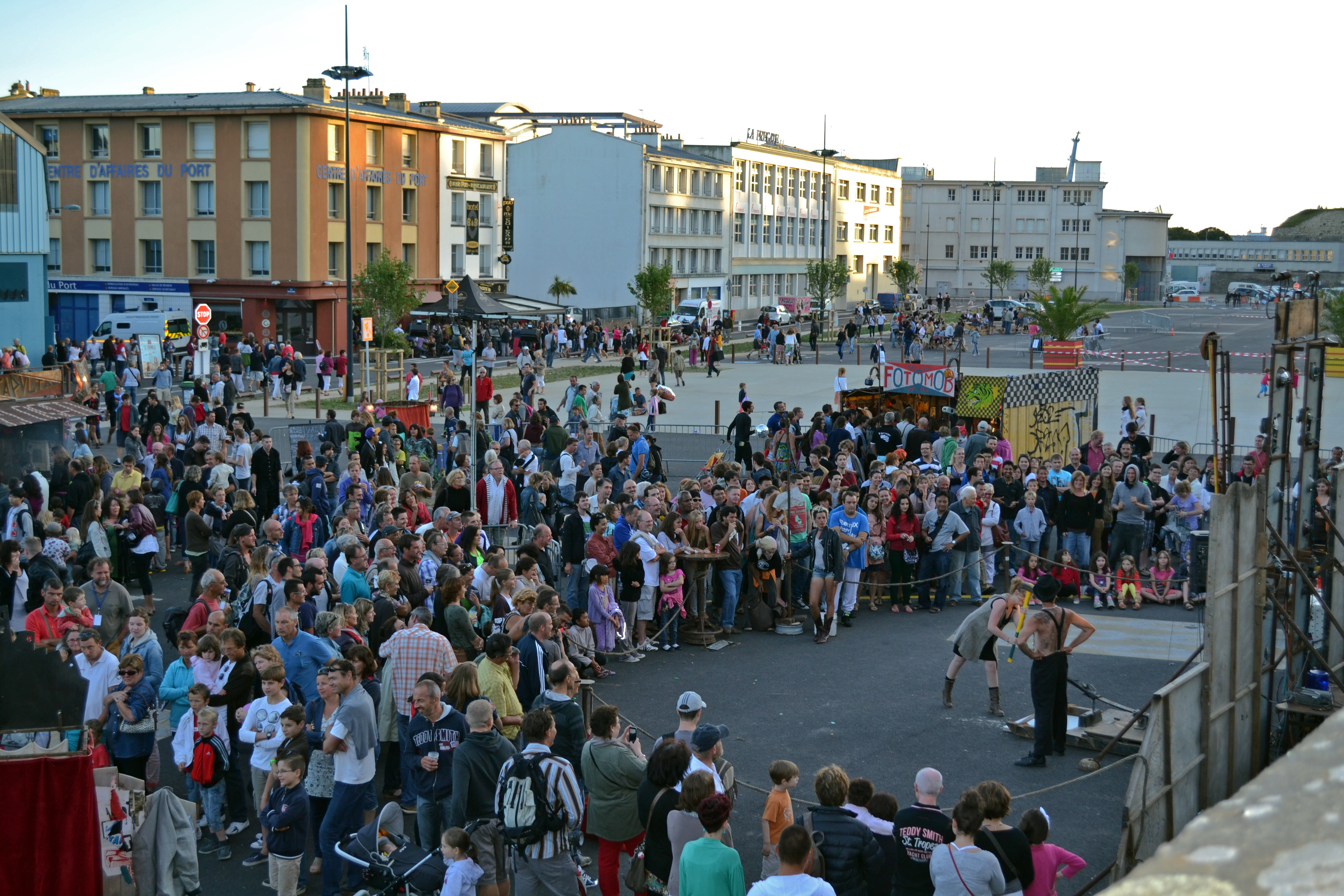
Teuforaine au Parc-à-Chaînes
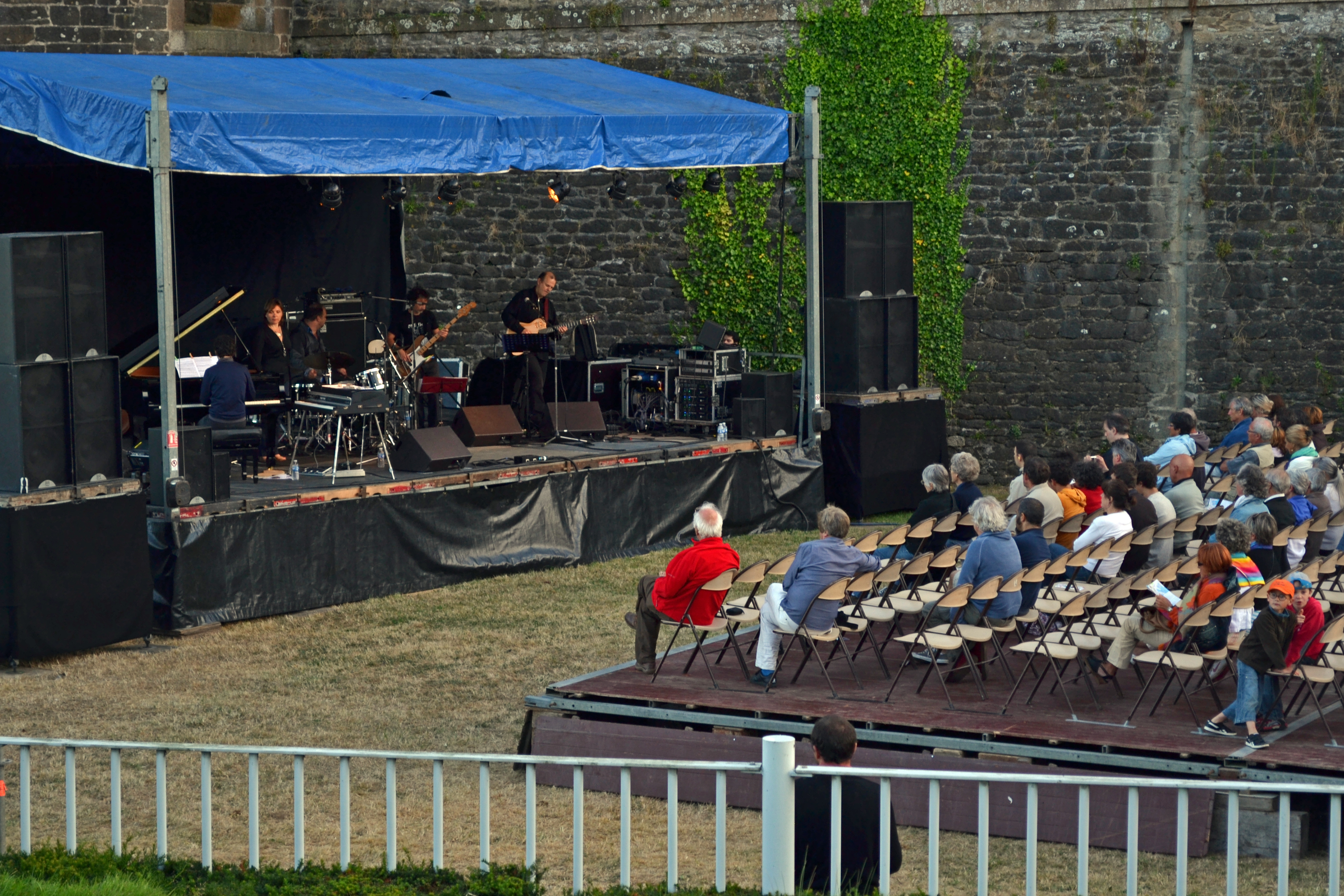
Récital dans les douves du Château
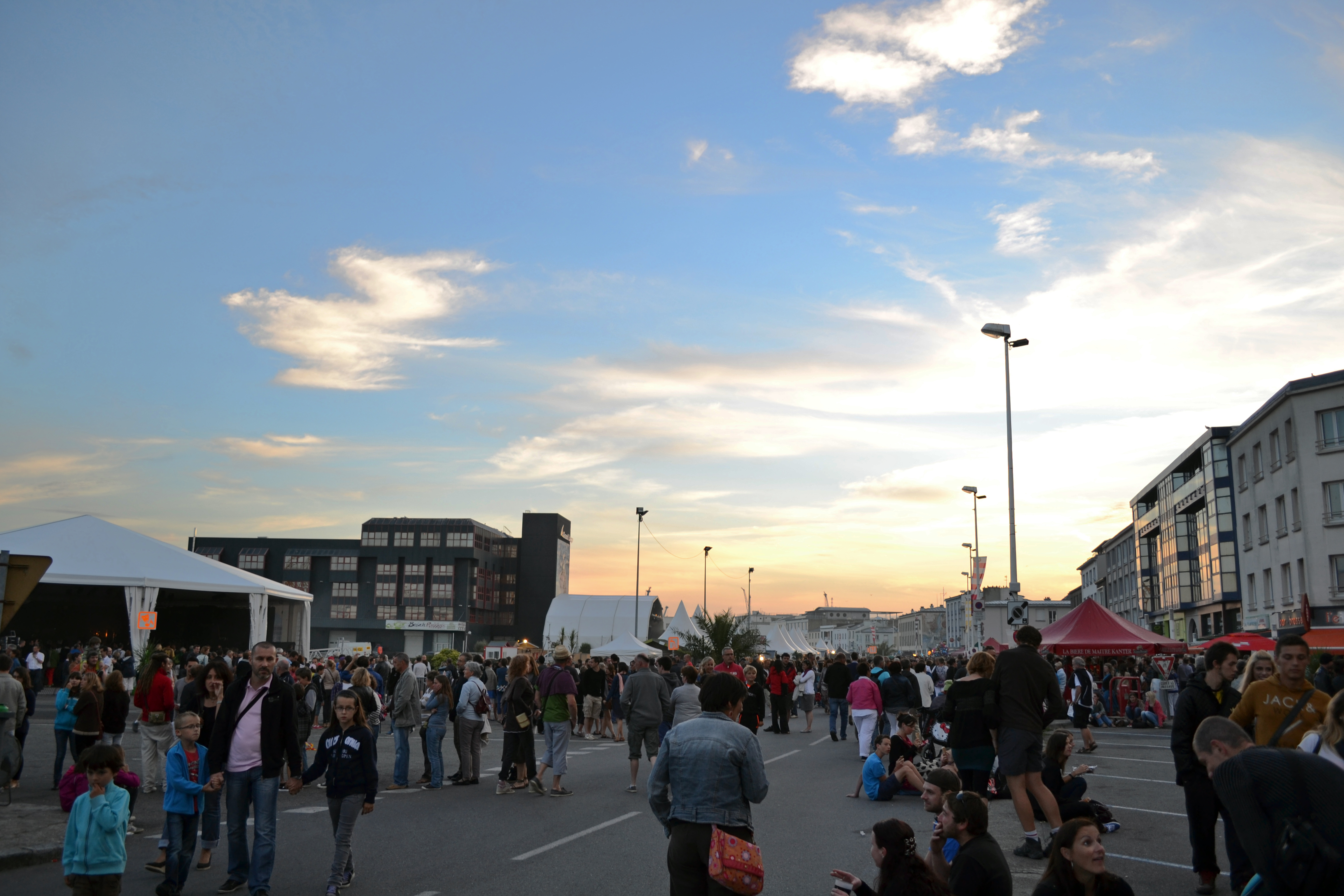
Cabaret et grande scène